# 53 Stationen des Tōkaidō
Die 53 Stationen des Tōkaidō (jap. 東海道五十三次, Tōkaidō gojūsan tsugi) ist der Titel vieler Serien des japanischen Farbholzschnitts. Zum Inhalt hatten die Serien die 53 Raststationen der Überlandstraße von Edo (heute Tokio) nach Kyōto. Einschließlich des Startpunktes Nihonbashi und des Endpunktes Sanjō Ōhashi umfassten sie zumeist 55 Drucke.

## Übersicht
Erste Darstellungen einzelner Stationen der Tōkaidō finden sich bereits auf Rollbildern des 16. Jahrhunderts. Die ersten Holzschnittdarstellungen finden sich ab Mitte des 17. Jahrhunderts in einem Reiseführer. Eine vollständige Bildfolge der Stationen erschien erstmals 1797 in einem sechsbändigen Werk Tōkaidō meisho zue (東海道名所図絵, dt. „Bilder von Sehenswürdigkeiten der Tōkaidō“). An diesem Werk waren mehr als 25 Künstler beteiligt, es wurde in Kamigata (Osaka) gedruckt und zeigte die Stationen in der Reihenfolge von Kyōto nach Edo.
1798 erschienen von Chōki geschaffene Gojūsan-Tsugi-Drucke, die als Spielpläne für das Sugoroku-Spiel Verwendung fanden. Kurz darauf veröffentlichte Toyohiro eine Serie namens Tōkaidō meisho, bei der erstmals Genreszenen die Darstellung der Stationen dominieren. 1801 publizierte Hokusai die erste seiner verschiedenen Tōkaidō-Serien. 1804 benutzte Kitagawa Utamaro die „53 Stationen“ als Kartuschenbilder in einer Serie mit Darstellungen schöner Frauen (bijinga). Katsushika Hokusai schuf zwischen 1804 und 1825 sieben Serien in kleinerem Format zu diesem Thema. Sämtliche Serien stellen das Leben und Treiben an den einzelnen Stationen in den Vordergrund. Noch vor Hiroshige haben die beiden Hokusai-Schüler Hokuju und Hokkei Tōkaidō-Serien entworfen.
Um 1832 begann Hiroshige mit der Veröffentlichung seiner ersten Tōkaidō-Serie „Die 53 Stationen des Tōkaidō“, bekannt als Hoeidō Tōkaidō. Die meisten Drucke der Serie sind inspiriert von Illustrationen bekannter Reiseführer wie dem oben erwähnten von Akisato Ritō im Jahr 1797 kompilierten und in den folgenden Jahren immer wieder neu aufgelegten „Tōkaidō meisho zue“. Die Lebendigkeit und Authentizität der dargestellten Szenen machte die Serie nach heutigem Maßstab zu einem Megahit (bis zu 20.000 Abdrücke wurden für jede Station angefertigt).
Noch bevor Hiroshige seine Serie vollständig fertiggestellt hatte, entwarf Utagawa Kunisada eine Serie in chūban-Format, die im Vordergrund schöne Frauen abbildete und wo er bei vier Fünfteln der Drucke den Hintergrund nach den Entwürfen seines Freundes Hiroshige gestaltete. Hiroshige schuf in seinem Leben noch weitere 25 Tōkaidō-Serien, Kunisada ebenfalls knappe 20. Eine dieser Serien wurde von beiden gemeinsam gestaltet und bei einer weiteren Serie war Utagawa Kuniyoshi (1798–1861) der dritte Künstler, der Entwürfe beisteuerte. Kuniyoshis erste eigene Tōkaidō-Serie entstand 1835 und auch er hat in der Folgezeit weitere Serien entworfen. Serien mit Tōkaidō-Motiven sind zudem von Keisai Eisen, Yoshiharu und Yoshiiku bekannt.
1863 erschien mit Tōkaidō meisho no uchi eine der umfangreichsten Serien überhaupt, die während der Edo-Zeit in Japan veröffentlicht wurde. Auf insgesamt 162 Blättern, von 16 Künstlern entworfen und von 24 Verlegern herausgegeben, schildert sie die erste und einzige Reise, die je ein Shōgun an den Kaiserpalast in Kyōto unternommen hat und die symbolisch auch für das Ende der Edo-Zeit steht.
1964 Erschien in Buchform unter dem Titel Tokaidō Munakata Hanga von Shikō Munakata wohl eine der letzten Holzschnitt-Serien zu diesem Thema.

## Die 53 Stationen
Start: Nihombashi (日本橋) → Tokio

1. Station: Shinagawa (品川) → Tokio
2. Station: Kawasaki (川崎)
3. Station: Kanagawa (神奈川) → Yokohama
4. Station: Hodogaya (程ヶ谷, 保土ヶ谷) → Yokohama
5. Station: Totsuka (戸塚) → Yokohama
6. Station: Fujisawa (藤沢)
7. Station: Hiratsuka (平塚)
8. Station: Ōiso (大磯)
9. Station: Odawara (小田原)
10. Station: Hakone (箱根)
11. Station: Mishima (三島)
12. Station: Numazu (沼津)
13. Station: Hara (原) → Numazu
14. Station: Yoshiwara (吉原)→ Fuji (Shizuoka)
15. Station: Kambara (蒲原) → Shizuoka
16. Station: Yui (由井, 由比) → Shizuoka
17. Station: Okitsu (興津) → Shizuoka
18. Station: Ejiri (江尻 → Shizuoka)
19. Station: Fuchū (府中, 駿府) → Shizuoka
20. Station: Mariko (鞠子, 丸子) → Shizuoka
21. Station: Okabe (岡部) → Fujieda
22. Station: Fujieda  (藤枝)
23. Station: Shimada (島田)
24. Station: Kanaya (金屋, 金谷) → Shimada
25. Station: Nissaka (日坂) → Kakegawa
26. Station: Kakegawa (掛川)
27. Station: Fukuroi (袋井)
28. Station: Mitsuke (見附) → Iwata
29. Station: Hamamatsu (浜松)
30. Station: Maisaka (舞阪) → Hamamatsu
31. Station: Arai (荒井, 新居) → Kosai
32. Station: Shirasuka (白須賀) → Kosai
33. Station: Futagawa (二川) → Toyohashi
34. Station: Yoshida (吉田) → Toyohashi
35. Station: Goyu (御油) → Toyokawa
36. Station: Akasaka (赤坂) → Toyokawa
37. Station: Fujikawa (藤川) → Okazaki
38. Station: Okazaki (岡崎)
39. Station: Chiryū (地鯉鮒, 知立)
40. Station: Narumi (鳴海) → Nagoya
41. Station: Miya (宮) → Nagoya
42. Station: Kuwana (桑名)
43. Station: Yokkaichi (四日市)
44. Station: Ishiyakushi (石薬師) → Suzuka
45. Station: Shōno (庄野) → Suzuka
46. Station: Kameyama (亀山)
47. Station  Seki (関) → Kameyama
48. Station: Sakanoshita (坂ノ下) → Kameyama
49. Station: Tsuchiyama (土山) → Kōka
50. Station: Minakuchi (水口) → Kōka
51. Station: Ishibe (石部) → Konan
52. Station: Kusatsu (草津)
53. Station: Ōtsu (大津)

Ziel: Sanjō Ōhashi (三条大橋) → Kyōshi (京市)